# Дзвіниця собору Святого Юра
Дзвіни́ця собо́ру Свято́́го Ю́ра — пам'ятка архітектури при церкві св. Юра, разом із собором, рококовими митрополичими палатами (1761—1762), будинками капітули, терасами, огорожами довкола соборового подвір'я з двома брамами в подвір'ї (1771) та мурами, що обводять капітульні будинки і владичим садом (1772) входить до комплексу собору Святого Юра — пам'ятки ЮНЕСКО.
На дзвіниці — найдавніший дзвін України — Святоюрський, виллятий 1349 за Дмитра Детька. За своїм архітектурним масштабом і місцем розташування дзвіниця повністю підпорядкована потужній, домінантній масі собору, лише доповнюючи та до певної міри збагачуючи його силует. Особливо це помітно з північного боку. Разом з тим, важливо підкреслити створення дзвіниці як відносно автономної споруди з виразним вертикалізмом і власним місцем у загальній композиції ансамблю, навіть якщо це місце досить скромне. У цьому не можна не помітити прояву східноукраїнської традиції, позаяк спорудження окремо розташованих дзвіниць у католицькому храмобудуванні було нетиповим явищем, оскільки вони, як правило, виступали інтегральною частиною самого храму.

## Дерев'яна дзвіниця
До середини 19 століття при соборі Святого Юра була дерев'яна дзвіниця. Спочатку вона розташовувалася із південного боку церкви, поруч із каплицею Святого Прокопа та мурованою криницею. Проте, у зв'язку із запроєктованим будівництвом семінарії (архітектор К. Фесінґер), за розпорядженням єпископа Льва Шептицького, у 1765 році каплицю було розібрано, колодязь засипано, а дзвіницю перенесено на західну сторону комплексу. Тоді дзвіниця була каркасної конструкції, як сказано в документі, 1765 року «на чотирьох мізерних стовпах». На ній висіло 6 дзвонів.
Ідею побудови нової дзвіниці виношував ще єпископ Лев Шептицький. Це мали бути дві симетрично розташовані вежі на захід від вівтаря на певній відстані від церкви на осі її бічних фасадів. Такими власне вони виглядають на ситуаційному плані Святоюрського ансамблю 1771 року, виготовленому архітектором Клеменсом Фесінґером. Проте задум єпископа, пізніше митрополита, не здійснився ні за його життя, ні після смерті (помер 1779 року). Те, що ці вежі мали служити дзвіницею засвідчує документальна записка. За дорученням єпископа Петра Білянського 24 червня 1784 року була скликана компетентна комісія за участю архітектора Клеменса Фесінґера, цехмайстрів мулярських — Якова Петровського і Франца Греля, художників — Матвія Міллера та Томи Гертнера та майстрів інших ремісничих професій: столярів, теслів, ковалів, гончарів, склярів тощо. Ця представницька комісія відповідним актом визначила, які роботи належить ще виконати у церкві Святого Юра. Так, у восьмому пункті згаданого акту зазначено:
|  | веж, виставлених для дзвонів, немає, а вони, згідно з симетрією церкви та для оздоби публічної і місця, є необхідні. Вартість виставлення однієї вежі з муруванням, каменярською роботою, накриттям і викінченням буде коштувати 35800 зол. А двох разом - 71600 зол., крім дзвонів |

Ймовірно, капітул не мав таких коштів, тому й надалі користувався дерев'яною дзвіницею на чотирьох мізерних стовпах.

## Спорудження нової мурованої дзвіниці
Споруджувати нову муровану дзвіницю розпочали щойно 1828 року за митрополита Михайла Левицького. Проєкт було видано будівельною дирекцією і затверджено її керівником Юрієм Глоговським 31 серпня 1826 року. Вочевидь, це був перший варіант проєкту, оскільки він позначений буквою «А» та підписаний виконавцем — архітектором будівельного відділу Францом Лернетом (нім. Lernet). Опріч цього є підписи Гельмана (нім. Hellman) і рисівника Брезані (нім. Brezani). Там же підписи підприємців-виконавців — Герш Лейби Менкеса і Мойсея Йонаса. На цьому проєкті зображені фасад дзвіниці, розріз, план першого поверху (приземелля), план і в'язання дахових конструкцій.
На другому збереженому плані, представлені план першого і другого ярусів та два розрізи другого яруса з конструкціями дерев'яних в'язань для підвішення дзвонів. Він датований 24 липня 1829 року й затверджений будівельною дирекцією в особі архітекторів Карла Мерца і Юрія Глоговського 21 грудня того ж року та підписаний виконавцем — інженером Гаєком (пол. Hajek). Ймовірно, серед цих двох планів мав би бути ще проміжний, під літерою «В». План 1829 року, судячи із заголовка, виконаний після завершення будівництва і фіксує фактичний стан дзвіниці на той час. Тому підпис на ньому інженера Гаєка засвідчує, що він — автор реалізованого проєкту. Підтвердження цьому й архівна записка.

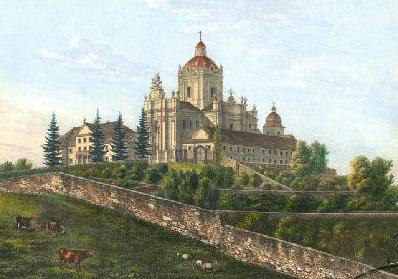
Комплекс собору Святого Юра на картині Кароля Ауера, 1837 рік. Справа від собору — дзвіниця

Нова дзвіниця постала із північно-західного рогу церкви на місці розібраної старої мурованої трупарні, що прилягала до капітульного будинку і була з нею сполучена. Наріжний камінь під неї закладений 22 липня 1828 року. Церемонією керував Михайло Гарасевич барон де Нойштерн, священик митрополичого капітулу. Присутніми були:
- Іван Гарасевич — греміальний крилошанин, доктор теології і парох катедральної церкви;
- Василь Созанський — гоноровий крилошанин перемиський, старший виправного духовного дому і референт консисторський;
- Кирило Дембіцький — перший архикатедральний проповідник і секретар інституту священичих вдів та сиріт львівської архидієцезії;
- Йосиф Серваткевич та Андрій Дуткевич — архикатедральні вікарії;
- Григорій Меленевич — архидиякон і декан митрополичого капітулу, консисторський радник;
- Симеон Бохінський — префект архикатедральнсї захристії.

Дзвіниця споруджувалася на кошти Галицького релігійного фонду і була завершена до кінця 1828 року. Роботи виконали:
- проєктував інженер Гаєк,
- будували майстер мулярський Йозеф Землер і підмайстер Тома Крестицький,
- теслярські роботи виконав майстер Вільгельм Кіскес[6]

## Реконструкція 1865 року
Проте, як видно з проєкту, дзвіниця 1828 року відрізнялася від сучасної. Вона була чотириярусною, мала трохи простіші форми бані із заломом та світловим ліхтарем, завершеним кардинальським хрестом, що було алюзією до титулу першого кардинала-українця митрополита Михайла Левицького.
Приблизно через півстоліття дзвіницю було реконструйовано. Під час спорудження капітульного будинку у 1864 — 1866 роках, від заходу, де знаходився колишній монастирський північний) і старий будинок, призначений на семінарію, було вирішено перебудувати дзвіницю у нових архітектурних формах. Реконструкція розпочалася 1865 року. Про це повідомила газета «Слово»:
|  | ...у Львові робляться прибудування до кількох храмів: при церкві Святого Юра і костелі Домініканців будуються окремі дзвіниці. |

А у наступному році ця ж газета писала, що дзвіниця при церкві Святого Юра «уже зовсім готова»

Проєктний кресленик дзвіниці, виконаний архітектором Й. Браунзайсом, 1865 рік

На колявдаційному плані, виготовленому 1867 року і затвердженому інспектором будівництва Карлом Оманом, є підписи авторів проєкту — Йозефа Браунзайса і Ернста Гранача. Задум реалізував Вінцент Равський-старший. Ці ж автори
проєктували і будували капітульний будинок на захід від церкви у 1864 — 1866 роках.
Причиною реконструкції дзвіниці стала спроба, наблизити її стилеві форми до стилю катедри. Дзвіниця 1828 року, як видно з рисунку, відрізнялася від сучасної простішими формами бані і ліхтарями та стилево не поєднувалася з усім ансамблем церкви. Існуюча у сучасному вигляді — триярусна, квадратна в плані, завершена бароковою банею із високим ліхтарем. На рогах при основі бані її декорують кам'яні вазони, по боках — фігурні фронтони. Третій ярус на рогах декорований спареними пілястрами коринфського ордеру, які фланкують півокругло завершені вікна. Нижче вікна по периметру йде орнаментальний пояс. Ця дзвіниця, на відміну від попередньої, своїми витонченими формами добре гармонізує з архітектурою церкви.
Запроєктована на плані квадрата з товстими міцними стінам, по висоті дзвіниця розділена на дві частини. Нижня частина об'єму підведена точно під головний карниз прилеглих капітульних будинків і вирішена дуже стримано. Верхній об'єм складається з двох ярусів, в архітектурному опорядженні яких використані ті самі прийоми, що й на соборі, — горизонтальні профілювання, спарені пілястри повного коринфського ордера в кутах, декоративні балясини, панелі. Для опорядження нової, пластичнішої форми барокової бані передбачалися фігурні фронтончики, споріднені з такими самими на старіших будівлях. На зовнішніх рогах навколо бані з'явилися звичні ліхтароподібні вазони. Вивершується баня доволі високим ліхтарем з хрестом.

## Дзвони дзвіниці собору Святого Юра
Під час «Урядової візії» 1765 року дзвонів було шість. Це перше повідомлення про їхню кількість. Із них «Візія» звертає увагу лише на найстаріший, 1341 року, про час створення інших не вказує. На дзвоні був напис:
Въ Лѣ Sωмθ [6849 року] сольѧнъ бы колоколъ сиї Стому Юрьюпри кнѧзи Димитріи игумєномъ Євьфимьємъ. А писалъ Скора Ѧковъ (6849-5508=1341 рік)
Український кириличний напис на дзвоні для членів магістратської комісії переклав польською мовою та пояснив 1765 року монах-тринітар Яків від святого Фелікса. Але він не зумів прочитати автора напису «а писалъ Скора Яковъ.», оскільки його виконано у зворотному порядку.
Український мистецтвознавець Павло Жолтовський логічно довів, що Яків Скора є не лише автором напису, як до того вважалося, а й майстром-відливником, опонуючи таким чином польському дослідникові К. Бадецькому, котрий автором дзвону вважав німця, а сам дзвін чисто німецьким. Для підкріплення своєї тези про відливника Скору П. Жолтовський наводить конкретні приклади.
Історичну цінність найстарішого святоюрського дзвону добре розумів єпископ Йосиф Шумлянський. Третього липня 1685 року він видав відповідне розпорядження, яким зобов'язував своїх наступників шанобливо ставитися до цієї пам'ятки. Єпископ пише:
|  | А же дзвін на дзвіниці тутешній старожитний під титулом князя руського Дмитра за ігумена Євтимія року від сотворения згідно з руським календарем 6849 відлитий, а тепер у цьому році літ у собі триста сорок і чотири має, старинність цього місця показує, тоді щоб в особливій зоставав охороні і дзвонити у той дзвін не буде годилося, хіба на урочисті свята, також потреби якоїсь, зокрема погребової, однак за дозволом моїм і по мені наступних єпископів |

Про інші святоюрські дзвони повідомляє інвентар 1846 року, де крім вже згадуваного найстарішого, були ще інші, датовані 1665, 1728 і 1678 роками. Останній, як зазначено, спонсоровано єпископом Й. Шумлянським.
Згодом з'явилися нові. Ще наприкінці XVIII століття єпископ Петро Білянський мав намір придбати для Святоюрської катедри один із найбільших дзвонів зі скасованого 1785 року Скиту Манявського. Непродані губернією будинки і дзвони стояли там до 1793 року. Хоча пізніше Білянський чомусь відмовився від свого доброго наміру.
Один великий дзвін походив із закритої церкви Богоявления Господнього у Галицькому передмісті Львова. Для новозбудованої дзвіниці 1828 року його купив митрополит Михайло Левицький. На цьому дзвоні були рельєфні зображення Пресвятої Трійці, Пресвятої Богородиці, Михаїла та герб зі слов'янськими написами. На жаль, інвентарні документи, які про це повідомляють, не подають змісту напису і не вказують чий це герб. Той дзвін також згадується в інвентарі
1871 року. Подальша його доля невідома, бо до початку XX століття було сім дзвонів, але серед них із згаданими зображеннями не зазначено.
У часи Першої Світової війни було рішення австрійського уряду, що кожен край мав зобов'язання віддати дві третини загальної ваги своїх дзвонів. У жовтні 1915 року військова влада зажадали від духовенства детального реєстру щодо кількості і ваги дзвонів у своїх парафіях. Із усіх австрійських провінцій найбільше постраждала Східна Галичина. На військові потреби у багатьох випадках забирали безцінні мистецькі та історичні пам'ятки українського відливництва. Особливо це стосувалось сільських парохій та провінцій, де не було кому встановити історичну або мистецьку цінність того чи іншого дзвону. 1917 року розпочалась повторна, ще суворіша реквізиція. Центральна Комісія з охорони пам'яток у Відні звільнила від неї лише дзвони, відлиті до 1600 року, а з інших — тільки з винятковою мистецькою вартістю. Крім австрійців багато дзвонів із галицьких сіл забрали російські окупаційні війська.
Австрійська реквізиція не оминула дзвонів і Святоюрської катедри. До неї там було сім дзвонів, із них частину вдалося зберегти, деякі тоді ж передано до інших львівських церков. На першому етапі (1916 рік), на воєнні цілі 14 серпня забрали найменший із святоюрських дзвонів: діаметр — 40 сантиметрів, маса — 34 кілограма, без написів. У січні наступного року з дзвіниці зняли найбільший дзвін (маса 680 кілограмів), відлитий для церкви 1828 року митрополитом Михайлом Левицьким, пізніше його було перебито. На ньому був напис:
|  | Сєй колоколъ пєрвѣє соліанъ длѧ цєркви архіпрєстольной С. В. М. Гєоргіѧ иждивєніємъ Прєосв. Митрополіта Галицкаго кур Міхаила Лєвицкаго 1828 г. |

Над написом розміщено рельєф «Розп'яття» з монограмою «INRI».
Із протилежного боку плаща знаходився напис про його перелиття львівським відливником Зигмунтом Мозером:
|  | Разбитый жє 1879 г. пєрєліан въ том же году при прєосв. Митрополітѣ кур Іосифѣ Сємбратовичу иждивєнієямъ Львовскаго митропол. Собора крылошанъ художєствомъ Сігмунда Мосєра во Львовѣ |

Над написом було погруддя Бога Отця в хмарах. Між обома написами знаходились рельєфи «Покрова» з підписом «покровъ ПДБ» і святого Юрія на коні з підписом: «С. в. м. ГЄОРГІЙ». Можливо, тут йдеться про дзвін, придбаний митрополитом Левицьким з Богоявлензької церкви і пізніше перелитий, а не про відлитий ним 1828 року новий. Ця пам'ятка мистецтва була знищена разом із багатьма іншими для задоволення молоха війни.
Від реквізиції вдалося врятувати два однакові дзвони виготовлені 1665 року з ідентичними написами, відлитими з однієї форми:
|  | Року АХЗЄ мисіаца сєптєвріѩ СГЗК |

Один із них 20 липня 1917 року було передано до церкви Святого Миколая у Львові. Врятовано також дзвін, переданий єпископом Йосифом Шумлянським із написом:
|  | Бл[а]г[осло]вєнієм Іосіфа Шумліанкаго єп[иско]па лвовскаго создан С. Юрію АХОИ (1678) |

Там же герб з його ініціалами: «І[осиф] Ш[умлянский] М[илостю] Б[ожою] Є[пископ] Л[ьвівський] Г[алицький] К[а]мєнця П[одільського]». Цей дзвін під час тієї ж реквізиції перенесено до церкви Святих Апостолів Петра і Павла.
Із пізніше врятованих і датованих, був невеличкий дзвін із кириличним написом: «року божиа АΨМИ 1728» та рельєфами Богоматері з дитям на лівій руці (Одигітрія) та Ісуса Христа на протилежному боці плаща. Нині у дзвіниці його немає і доля дзвону невідома.
Тепер у дзвіниці знаходяться два дзвони: найстаріший (1341 р.) та великий дзвін, виготовлений 1933 року у майстерні львівського відливника Михайла Брилинського.
Цей дзвін має гарні пропорції, відлитий дуже старанно і чисто. Рельєфи, які його прикрашають, відзначаються чіткістю зображення і достатньо високим мистецьким рівнем виконання. На ньому зображені такі рельєфні сюжети з пояснювальними написами: «Ісус Христос передає ключі Святому Апостолові Петрові». Під ним цитата з Євангелія: «А Я тобі кажу, що ти єси Петро» (Мт. 16: 18). На протилежному боці розміщена велика композиція, в центрі якої — святий Юрій Змієборець на коні, під ним — тризуб. Ліворуч від святого Юрія, на сходах, що ведуть до церкви, у священичих одежах стоїть перед народом Леонтій Куницький. Збоку пояснювальний напис: «Парох о. Леонтій Куницький». На іншій композиції представлений Митрополит у архиєрейських ризах із хрестом у руці на тлі митрополичого палацу. Збоку пояснювальний напис: «Митрополит Андрей Шептицький». Між рельєфами йде ктиторський напис: «Жертва парохіян собору св. Юра 1933 року». Вздовж нижнього краю: «Відливарня дзвонів Мих. Брилинського в Львові». Верх під короною і низ плаща прикрашає орнаментальний фриз гарного рисунку.
Опріч цих двох є ще п'ять маленьких дзвонів, висотою близько 25 — 30 сантиметрів, які проте не мають особливої історичної чи мистецької вартості. Один із них датований 1929 роком.